# Kiss Károly (lelkész)
Szentkúti Kiss Károly (Pozba (Bars megye), 1841. október 18. – Nagyigmánd, 1928. január 22.) református lelkész, író, egyháztörténész.

## Élete
A gimnáziumot Selmecbányán, a teológiát Pápán 1865-ben végezte. 1867-ben lelkésszé avatták, majd néhány évi káptalankodás után 1870-ben pozbai, 1882-ben nagypeszeki, 1888-ban nagyigmándi lelkész lett.
Elbeszéléseket és rajzokat írt a pápai önképzőkör által 1870-ben kiadott Tavasz cz. zsebkönyvbe, a Keresztyén Családba, a Képes Néplapba és a Prot. Árvaházi Naptárba; cikkei vannak a Prot Egyh. és Isk. Lapban (1870-82.), a Néptanítók Lapjában, a Figyelőben (XVIII. 1885. Fejes István életrajza), a Dunántúli Prot. Közlönyben (1888.), a Gyakorlati Bibliai Magyarázatokban (1885. Sámuel 2. könyvének magyarázata), a Prot. Papban, a Czelder Lelkészi Tárában, néhány prédikációja a Kecskeméti Lelkészi Tárban.
Álnevei: Szentkuti és Komjáti Benedek.

## Művei
- Monographiai vázlatok a barsi ref. espresség multja s jelenéből. Az egyházmegye megbízásából. Pápa, 1879.
- Új magyar Athenás. Ujabbkori protestáns egyházi írók életrajzgyűjteménye. Bpest, 1882-87. (Kálmán Farkassal és Bierbrunner Gusztávval együtt. Ism. 1882: Prot. Egyh. és Isk. Lap 17. szám, Pesti Napló 104. sz., Hon 104. sz.)
- Töredékek Nagy Igmánd és vidéke multjából. Komárom, 1892.
- Az igaz és hamis gyöngy. Bpest, év n. (Koszorú, ev. keresztyén szellemű könyvecskék VII.)
- Bibliai képek - Rövid s népszerű bibliamagyarázatok I-VI. Komárom, 1901-1910. (Prédikációs kötetek.)